# Alexander Van Bredael
 (novembre 2019).
Si vous disposez d'ouvrages ou d'articles de référence ou si vous connaissez des sites web de qualité traitant du thème abordé ici, merci de compléter l'article en donnant les références utiles à sa vérifiabilité et en les liant à la section « Notes et références ».
Alexandre Van Bredael, né le 1er avril 1663 et mort le 14 juillet 1720, est un peintre flamand, qui est connu pour ses paysages italiens, ses scènes de foires, les marchés et villages. Il fait partie de la grande famille Van Bredael, une famille d’artistes de la ville d’Anvers.

## Biographie
Alexandre Van Bredael est né à Anvers, dans une famille d’artistes. Il est le fils de Pieter van Bredael, un artiste assez reconnu, qui était spécialiste dans la représentation des scènes de marché, et des fêtes de villages, ainsi que comme Alexandre Van Bredael, des paysages italiens.
Sa mère, Anna Maria Veldner, était, elle, la fille d’un sculpteur assez important, Jenijn Veldener. Deux de ses frères étaient aussi des artistes peintres : Jan Peeter l'Ancien (en) et Joris (en). 
Alexandre a suivi et est resté sous l’aile de son père lors de son évolution et apprentissage de la peinture. Il est devenu chef de la guilde de Saint-Luc d’Anvers en 1685. 
Le 11 août 1685, il se marie à Cornelia Sporckmans, la fille d’un grand peintre spécialisé dans la peinture historique d'Anvers, Hubert Sporckmans. Ils auront trois filles et six garçons dont un, Jan Frans (en), deviendra lui même peintre. Il décède le 14 juillet 1720 à Anvers.

## Travail
Alexandre Van Bredael peint dans un grand nombre de genres différents, ou l’on peut inclure les scènes de marché et de port, les paysages italiens, ainsi que les scènes de village. Il est énormément reconnu, et est peut être même le plus reconnu pour ses représentations des fêtes et des processions mises en place dans sa ville natale, Anvers. Ses représentations de villages rappellent les scènes de David Teniers le Jeune. 
Par exemple, dans sa composition Fête traditionnelle à Anvers, on peut ressentir l’impact et l’inspiration dans des peintures similaires à la procession des villes, comme par exemple les artistes flamands, Pieter Van Aelst, ou encore Erasmus de Bie.
Il peint beaucoup de scènes de marché et de port, ce qui lui permet de montrer ses talents dans les scènes populaires, qui contiennent beaucoup de visages, d’hommes ainsi que des animaux. Il a fait un grand nombre de paysages incluant ceux de ports, comme le tableau Scène de port avec vue sur la ville.
Alexandre Van Bredael, a produit des dessins pour beaucoup de tapisseries dans la ville de Oudenaarde. C’est en 1698 qu’il est engagé pour dessiner six tapisseries avec des scènes paysannes et tsiganes.
Il produit aussi beaucoup de dessins de tapisserie qui feront référence aux scènes des peintres flamands David Teniers le Jeune et David Teniers III. 

### Peintures
- Cortèges à Anvers, huile sur toile.
- Fête traditionnelle à Anvers, huile sur toile, 107 × 135 cm(visibles au musée de l'hospice Comtesse à Lille)